# 2630 Hermod
2630 Hermod (1980 TF3) là một tiểu hành tinh vành đai chính được phát hiện ngày 14 tháng 10 năm 1980 bởi Tomas Janik ở Đài thiên văn Haute-Provence.